# Lycoming Engines
A Lycoming Engines é um fabricante norte-americano de motores para aeronaves, com sede em Williamsport, Pensilvânia. 
Produz motores quatro, seis e oito cilindros refrigerados a ar, com cilindros horizontais e opostos, incluindo os únicos motores acrobáticos a pistão certificados pela FAA para uso em helicópteros.
Superou a marca das 325 000 motores produzidos, que acionam mais da metade da frota de aviação geral do mundo. Na maior parte do tempo, a Lycoming foi uma divisão operacional da Avco Corporation, sendo chamada de AVCO Lycoming, mas em 1987 passou a ser uma subsidiária da Textron. 

## Histórico

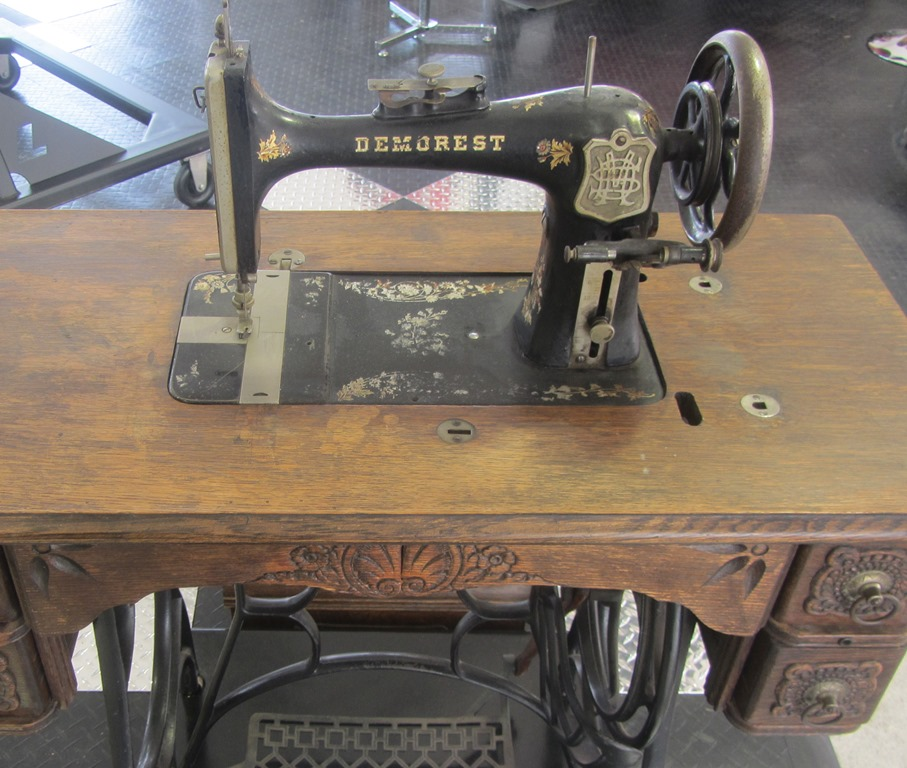
Máquina de costura Demorest

### Máquinas de costura, bicicletas e moda
A Lycoming data de sua fundação em 1845, por "Madame Ellen Curtis Demorest". No entanto, a história inicial da empresa não é clara. O biógrafo Ishbel Ross observa que o casamento de Ellen Louise Curtis com William Jennings Demorest ocorreu em 1858, um pouco mais tarde do que a suposta data de estabelecimento do empresa.
Alguns anos depois, em Nova York, entre c. 1860 e 1887, os Demorests publicaram revistas de moda e operaram a Demorest Fashion and Sewing-Machine Company, também conhecida como Demorest Manufacturing Company. Eles produziram as máquinas de costura "Madame Demorest" e "Bartlett & Demorest" e venderam os padrões de papel inovadores de Ellen Demorest para marcação de tecidos para costura. Durante este período, Ellen patenteou vários acessórios de moda, enquanto seu marido patenteou melhorias para máquinas de costura e um aparelho para a vulcanização de borracha.
Por volta de 1883, Gerrit S. Scofield e Frank M. Scofield, agentes de publicidade de Nova York, compraram a marca Demorest e o negócio de máquinas de costura, com os Demorests mantendo o negócio de revistas, e construíram uma fábrica em Williamsport, no condado de Lycoming. Por insistência da recém-criada "Williamsport Board of Trade", os cidadãos investiram US$ 100 000 na nova fábrica, que empregava 250 pessoas e produzia de 50 a 60 máquinas de costura por dia. Com o desenvolvimento da ""New York Bicycle"", projetada pelo funcionário S. H. Ellis em 1891, a empresa diversificou sua oferta de produtos. Até o início da década de 1900 eles produziam máquinas de costura, bicicletas, máquinas de escrever, cadeiras de ópera, entre outros.

## Fabricação de motores

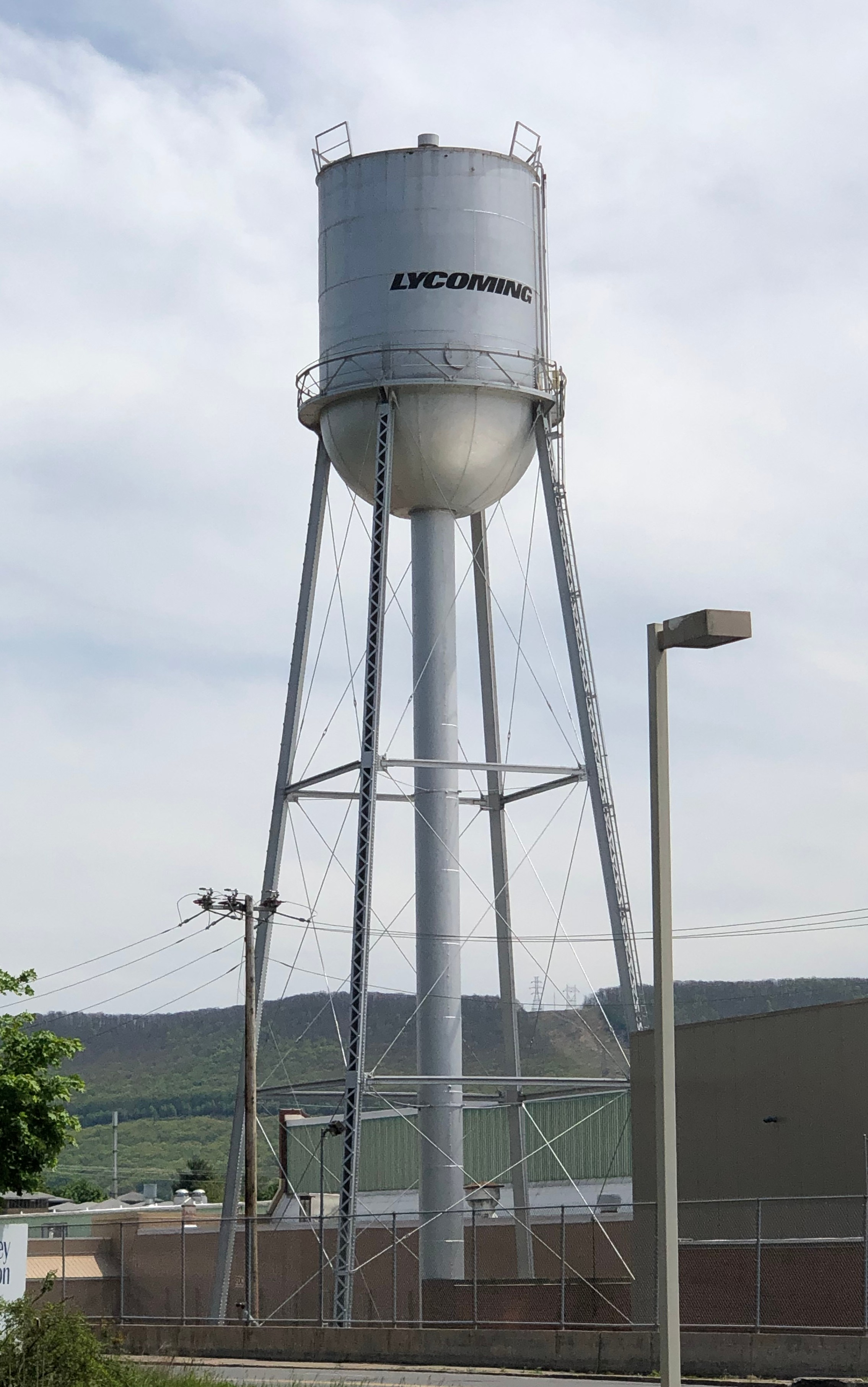
Caixa d'água da Lycoming, em Williamsport

Em 1907, a fabricação de máquinas de costura se tornou não lucrativa para Demorest, então a empresa foi vendida e reestruturada como Lycoming Foundry and Machine Company, mudando seu foco para a fabricação de motores automotivos. Em 1910 forneceram seu primeiro motor automotivo para a Velie, e durante o início da era pós-Primeira Guerra Mundial, foi um importante fornecedor para a Auburn (que produziu as linhas Auburn, Cord e Duesenberg). Em 1920, a Lycoming produzia 60 000 motores por ano, com uma força de trabalho de 2 000 pessoas. Para lidar com a capacidade, um novo complexo de fundição foi construído em Williamsport, naquele ano. Eventualmente, a Lycoming se tornou o principal fornecedor da Auburn, e em 1927, Errett Lobban Cord comprou a empresa, colocando-a sob seu grupo holdiing, a Auburn Manufacturing. Entre os motores que a Lycoming produziu para a Cord estava um De oito cilindros em linha, de 298,5 polegadas cúbicas de deslocamento, que gerava 5 cavalos de potência; ele foi usado no "Cord L-29". A Lycoming também fez um motor de 8 cilindros em linha, usado na lendária série "Duesenberg J", que gerava 265 cavalos de potência, seis vezes a potência de um "Ford Model A" contemporâneo. Uma versão supercharged, gerando 325 cavalos de potência, foi instalada nos modelos Duesenberg SJ e SSJ.
Em 1929, a Lycoming desenvolveu seu primeiro motor de aviação, o radial R-680, de nove cilindros. Este foi um projeto bastante bem-sucedido e  amplamente utilizado em aeronaves leves, incluindo a Cord's Travel Air.
Na década de 1930 desenvolveu com sucesso vários motores de aeronaves de alta potência. O O-1230 de 1.200 hp (895 kW) foi a tentativa da Lycoming de produzir um motor baseado no conceito de hipermotor do "United States Army Air Corps", com uma variedade de recursos que gerava quase 1 hp/in3 (46 kW/L) de deslocamento do motor. Porém, com a entrada em serviço do O-1230, foi superado por outros projetos e o investimento de US$ 500.000 não foi recuperado. Outra tentativa foi feita para resgatar o projeto empilhando dois O-1230s para fazer o motor H-2470 de 2.300 cv (1.700 kW) H, mas o único projeto a usá-lo, o Vultee XP-54, nunca entrou em produção. O Curtiss XF14C foi originalmente projetado para ser equipado com o H-2470, mas o baixo desempenho do motor levou à adoção de um motor radial alternativo no protótipo. (O XF14C não entrou em produção).

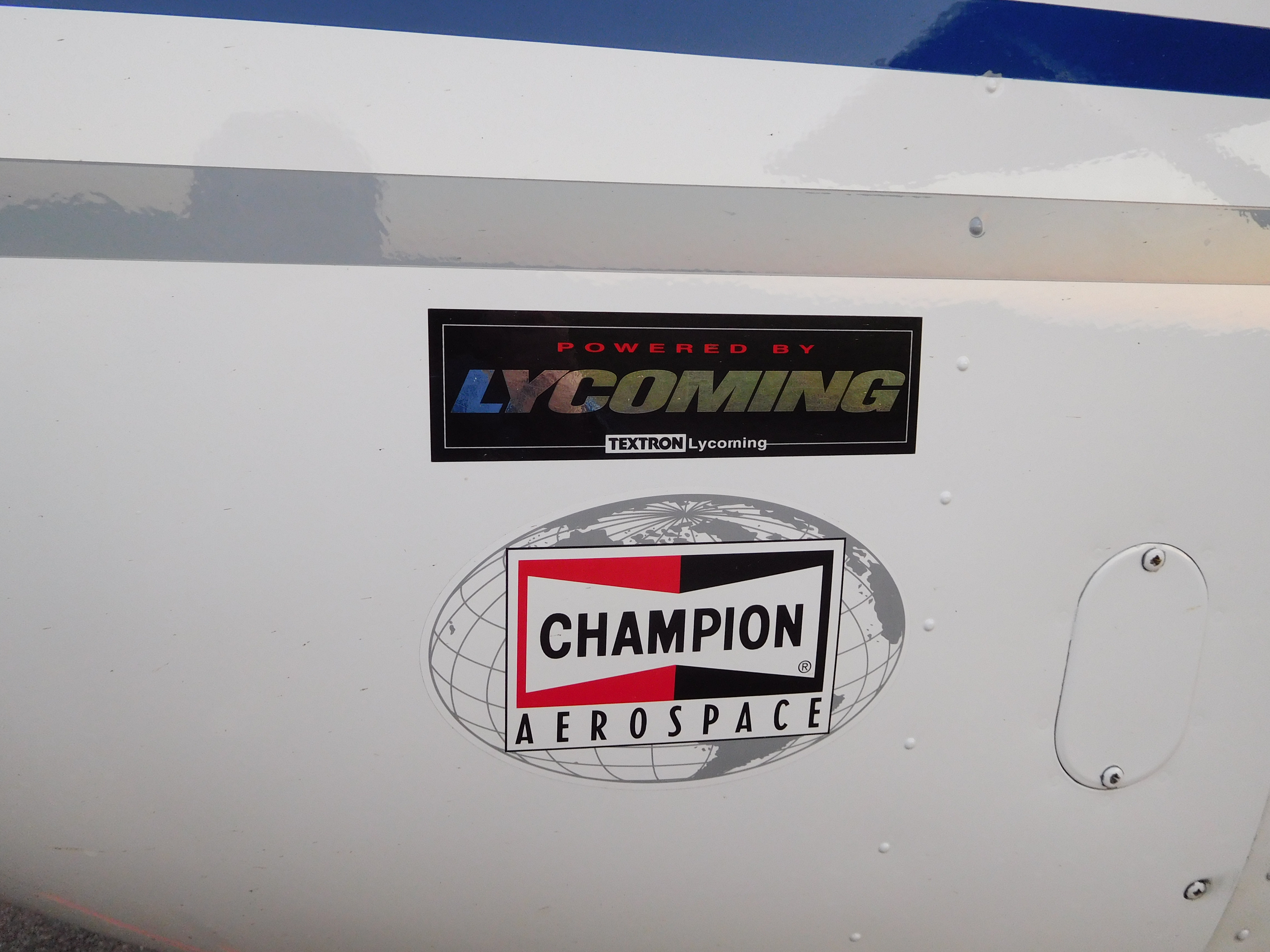
Cessna 172 com motor Lycoming

Sem se deixar abater pelo fracasso do O-1230 / H-2470, a Lycoming adotou um design ainda maior, o XR-7755 de 36 cilindros, o maior motor de pistão de aviação já construído. Este projeto também experimentou problemas e só estava pronto para uso no final da Segunda Guerra Mundial, quando o mundo da aviação estava se voltando para os turbojatos e motores turboélice para alimentar futuras aeronaves de grande porte. Aparentemente, havia algum interesse em usá-lo no bombardeiro Convair B-36 Peacemaker, mas o radial de quatro fileiras Pratt & Whitney R-4360 Wasp Major de 28 cilindros foi usado.
Durante as décadas de 1920 e 30, a Lycoming ainda fornecia motores aos fabricantes de automóveis. No entanto, esses clientes lentamente fecharam as portas ou mudaram para motores Continental em seus veículos. Em 1931, a empresa fornecia motores automotivos para apenas três empresas: Auburn, Cord e Duesenburg, todas ainda sob o controle da Cord. Essas empresas fecharam suas portas em 1937, após o que a Lycoming passou a projetar e produzir exclusivamente motores para aviação. Nesse ínterim, a Smith Engineering Corporation, um dos primeiros fabricantes de hélices de passo variável, foi comprada pela Cord e mudou-se para Williamsport.
Em 1939, Cord reorganizou todas as suas participações de aviação no grupo AVCO, momento em que a empresa de fabricação de motores tornou-se "AVCO Lycoming". Também alugou a Stratford Army Engine Plant, de propriedade do governo, em Stratford, Connecticut, e produziu radiais Wright sob licença. Depois da guerra, essa fábrica foi convertida para produzir o motor turboeixo T53, um de seus projetos de maior sucesso. Deste ponto em diante, as linhas do motor de pistão e turbina permaneceram separadas, com as linhas de pistão sendo construídas nas fábricas originais de Williamsport e as turbinas em Stratford.
Em 1961, a Lycoming produzia de 600 a 700 motores por mês. Seus produtos de maior sucesso no pós-guerra foram uma série de motores de aviação geral flat-4 e flat-6 refrigerados a ar. Os mais famosos entre eles são os motores de quatro cilindros O-235 e O-360 e o motor de seis cilindros O-540. Muitas aeronaves leves são movidas por versões desses motores, com classificações de potência na faixa de 100–360 hp (75–270 kW). Os motores desta série também incluem os motores O-320 de quatro, O-580 de seis e O-720 de oito cilindros, e a variante avançada TIGO-541 turboalimentada e com injeção de combustível de 450 hp (340 kW) do venerável (carburado) O-540.
No início da década de 1980, o mercado de aviação geral diminuiu repentinamente e o negócio de motores a pistão da Lycoming foi significativamente afetado. Foram feitas tentativas de mover parte da produção da turbina para Williamsport, mas isso levou a uma série de problemas de controle de qualidade e acabou sendo abandonada.
Outra tentativa de resgatar Williamsport foi feita com a introdução do SCORE "radical", um motor Wankel originalmente desenvolvido por meio de uma joint venture entre a Curtiss-Wright e a John Deere. A Curtiss-Wright perdeu o interesse no design quando ele estava amadurecendo e vendeu sua participação no projeto para a Deere, que trouxe a Lycoming para vender o motor desenvolvido no mercado de aviação. Foi garantido um arranque gerido pela Cessna, também propriedade da Textron. Assim que a produção estava pronta para começar, a Cessna anunciou que estava interrompendo seu negócio de pequenas aeronaves por um período indefinido, e o SCORE foi cancelado. Os restos das licenças Deere foram comprados posteriormente pela Rotary Power International, que brevemente produziu uma versão de 340 cv (254 kW).
A Textron comprou a empresa em 1985., vendendo-a em 1994 para  a Lycoming Turbine Engine Division, localizada em Stratford, Connecticut, para a AlliedSignal, que a fundiu com a Garrett Engine Division, da AlliedSignal, como parte da AlliedSignal Aerospace, tornando-se posteriormente parte da Honeywell Aerospace, em 1999. A Textron manteve a produção de motores a pistão em Williamsport.

## Produtos
Os prefixos dos motores a pistão da aeronave são:
- A—Aerobatic (dry sump)
- AE—Aerobatic (wet sump)[20]
- E—Electronic
- G—Geared (reduction gear)
- H—Helicopter
- I—Fuel injected
- L—Left hand rotation crankshaft
- M—Designed for unmanned drone
- O—Opposed cylinders
- R—Radial cylinders
- S—Supercharged
- T—Turbocharged
- V—Vertical installation (usually for helicopters)
- X—X engine
- Y—Experimental

### Motores a pistão

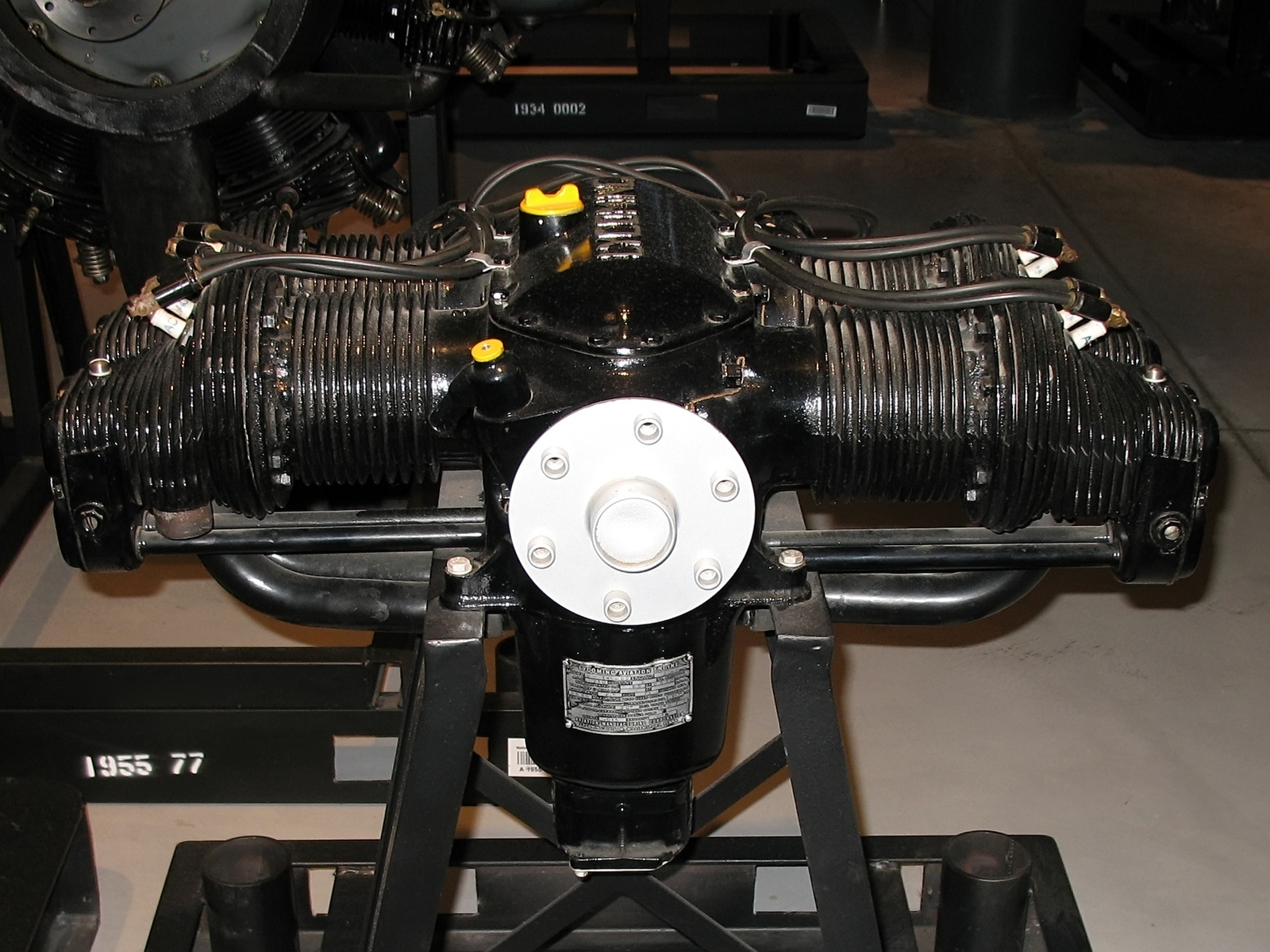
0-145 B2

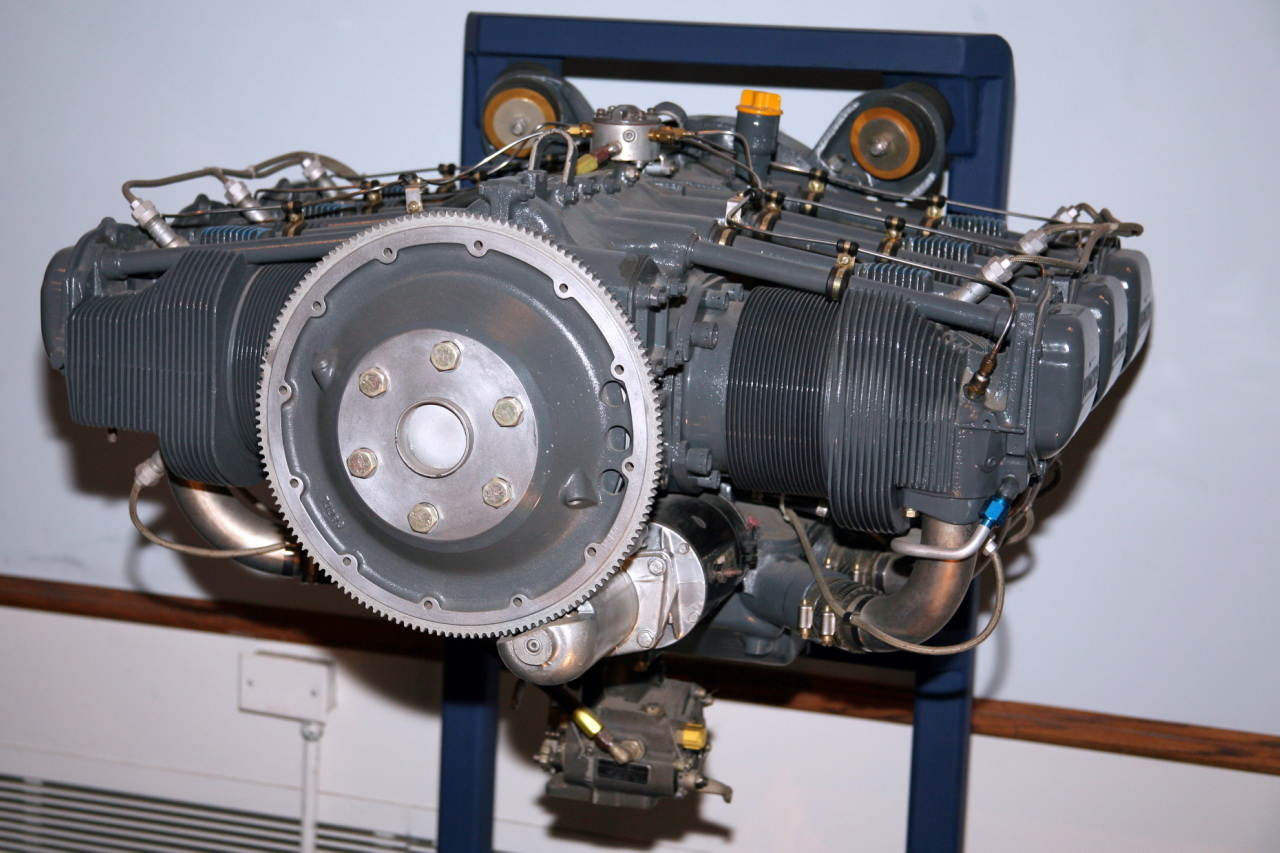
AEIO-540-D4A5

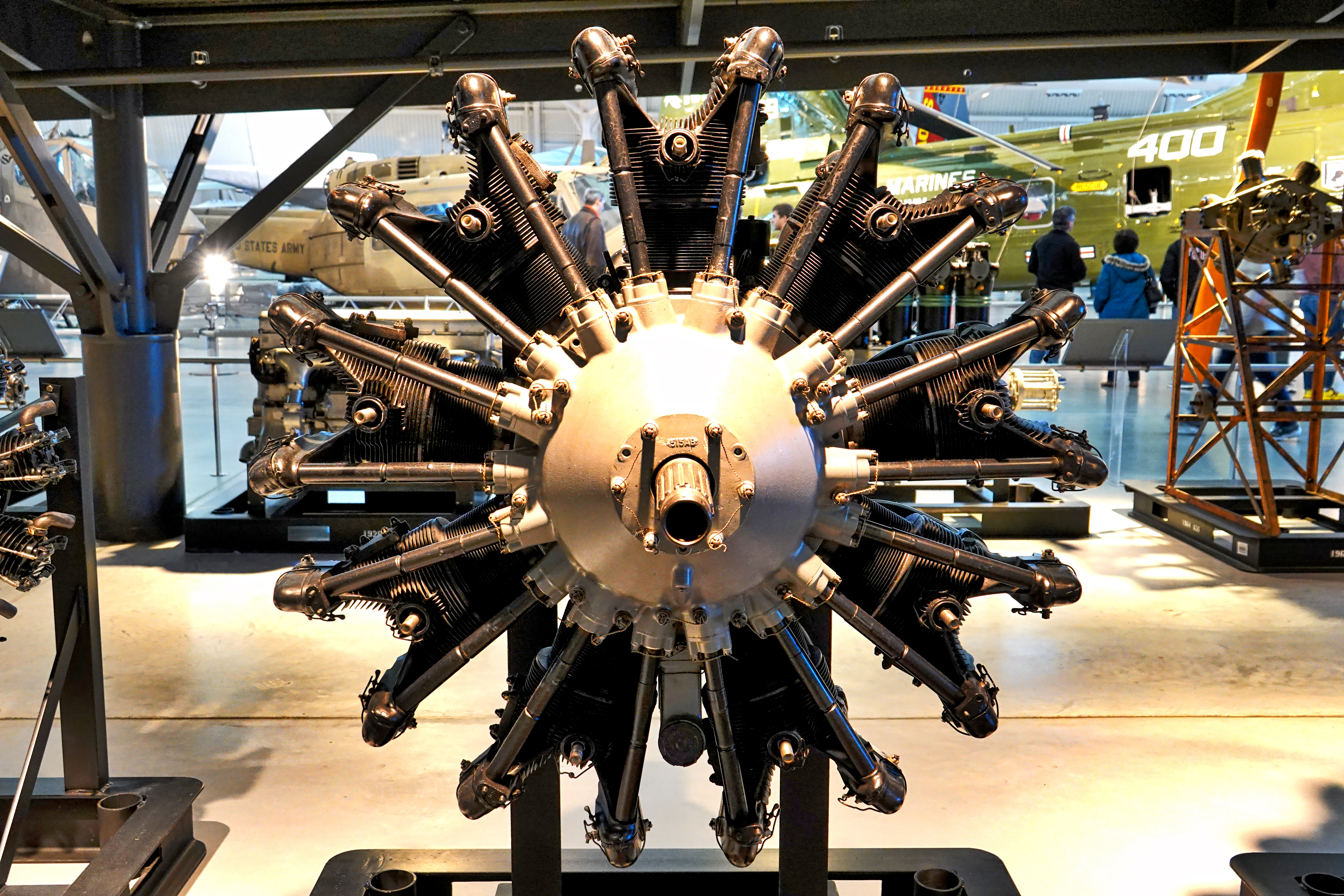
R-680

| Modelo           | Configuração | Potência |
| ---------------- | ------------ | -------- |
| Lycoming DEL-120 |              | 205 hp   |
| Lycoming O-145   | O4           | 55 hp    |
| Lycoming IO-233  | O4           | 100 hp   |
| Lycoming O-235   | O4           | 100 hp   |
| Lycoming O-290   | O4           | 140 hp   |
| Lycoming O-320   | O4           | 150 hp   |
| Lycoming O-340   | O4           | 170 hp   |
| Lycoming O-360   | O4           | 180 hp   |
| Lycoming IO-390  | O4           | 210 hp   |
| Lycoming O-435   | O6           | 212 hp   |
| Lycoming O-480   | O6           | 340 hp   |
| Lycoming O-540   | O6           | 300 hp   |
| Lycoming TIO-541 | O6           | 310 hp   |
| Lycoming IO-580  | O6           | 300 hp   |
| Lycoming GSO-580 | O8           | 400 hp   |
| Lycoming R-680   | R9           | 330 hp   |
| Lycoming IO-720  | O8           | 400 hp   |
| Lycoming O-1230  | O12          | 1.000 hp |
| Lycoming H-2470  | H24          | 2.300 hp |
| Lycoming XR-7755 | IR36         | 5.000 hp |

### Motores turbo

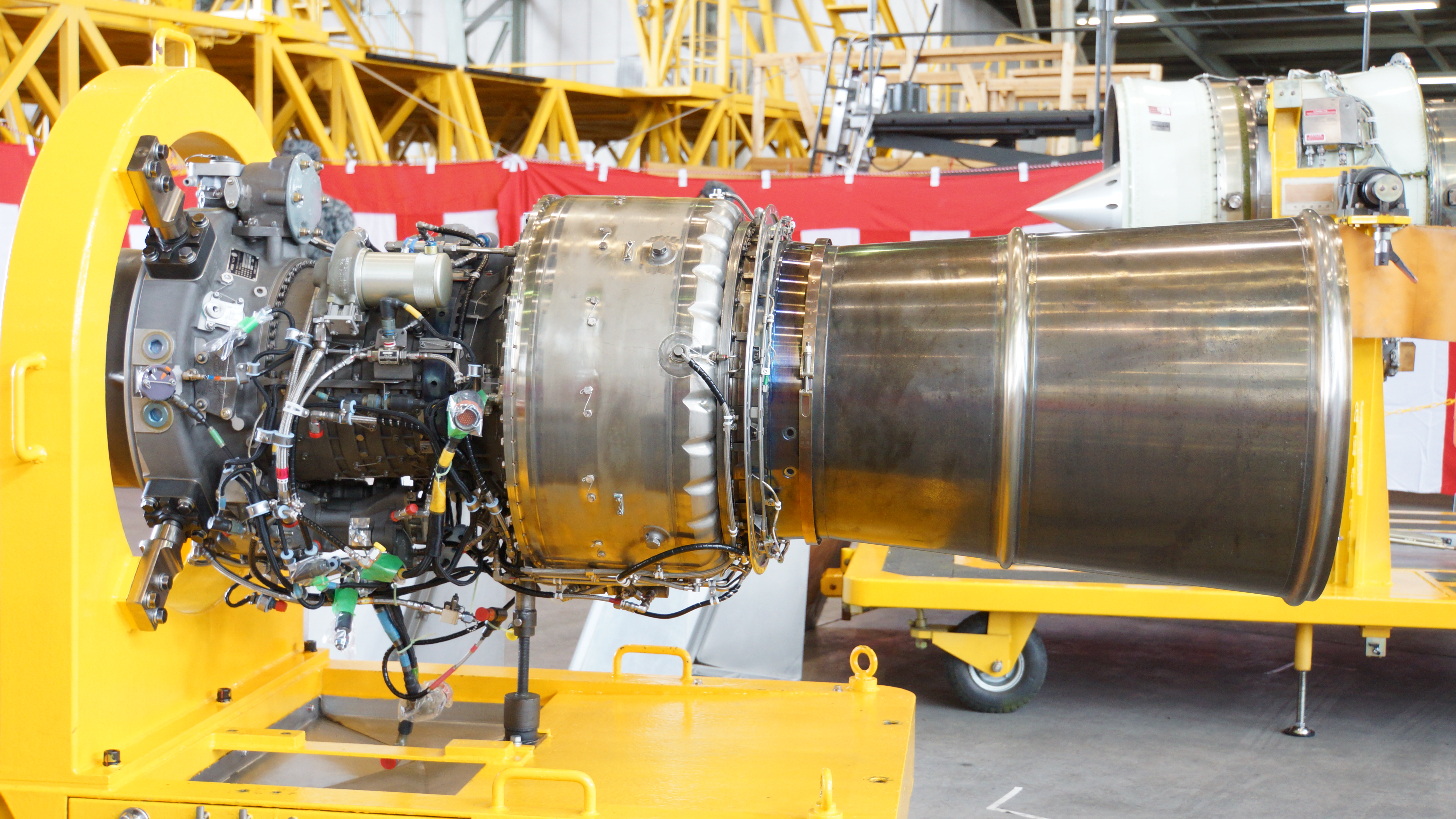
T55-K-712

| Modelo                 | Configuração         | Potência  |
| ---------------------- | -------------------- | --------- |
| Lycoming T53           | Turboshaft           | 1.451 hp  |
| Lycoming T55           | Turboshaft           | 4.867 hp  |
| Lycoming PLF1          |                      |           |
| Lycoming LTS101/LPT101 | Turboshaft/Turboprop | 675 hp    |
| Lycoming ALF 502       | Turbofan             | 6.700 lbf |
| Lycoming AGT1500       | Gas turbine          | 1.500 hp  |
| Lycoming TF-40         | Gas turbine          | 4.000 hp  |